# Bredhornad grusvinge
Bredhornad grusvinge (Thinobius brevipennis) är en skalbaggsart som beskrevs av Ernst Hellmuth von Kiesenwetter 1850. Bredhornad grusvinge ingår i släktet Thinobius, och familjen kortvingar. Enligt den finländska rödlistan är arten nära hotad i Finland. Enligt den svenska rödlistan är arten otillräckligt studerad i Sverige. Arten förekommer i Götaland, Gotland och Övre Norrland. Artens livsmiljö är sandstränder vid sötvatten.